# Aliou Badji
Aliou Badji (nascut el 10 d'octubre de 1997) és un futbolista professional senegalès que juga com a davanter al Rapid Wien.

## Carrera de club
Casa Sports va ser el primer club de Badji. El 31 de gener de 2017 va completar un trasllat a Suècia per unir-se a Allsvenskan, Djurgårdens IF, signant un contracte de quatre anys. El seu debut professional al club va ser el 3 d'abril en un partit de lliga contra IK Sirius. Badji va marcar el seu primer gol professional el 23 de juliol a la Lliga davant l'Ostersunds FK. En el següent partit, Badji va començar per primera vegada i va marcar després de 30 minuts davant l'AFC Eskilstuna. Tot i tenir dificultats per establir-se com a titular en les seves primeres temporades a Djurgårdens IF, Badji es va guanyar la reputació com a golejador que va acabar en el joc, amb els objectius clau marcats tard contra Häcken, Mariupol i AIK.
El gener del 2019, es va revelar que Badji va rebutjar un trasllat a Hebei China Fortune de la Superlliga xinesa. El 6 de febrer, Badji va ser traslladat a Rapid Wien per un pagament no revelat; signant un contracte de tres anys i mig.

## Carrera internacional
Badji ha representat el Senegal al nivell sub-20, ha marcat 12 gols en 12 taps abans de participar en la Copa de Nacions Àfrica U-20 de 2017 a Zàmbia; va marcar un gol (a la semifinal davant Guinea sub-20) mentre el Senegal va finalitzar com a subcampió.També va aparèixer a Senegal a la Copa del Món de FIFA U-20 de 2017 a Corea del Sud.

## Honors
Djurgårdens IF
- Svenska Cupen: 2017–18